# 格林菲爾德 (密蘇里州)
格林菲爾德（英語：Greenfield）是位於美國密蘇里州戴德縣的城市。同時該地也是戴德縣的縣治。

## 人口
根據2020年美國人口普查的數據，格林菲爾德的面積為2.95平方千米，皆為陸地。當地共有人口1220人，而人口密度為每平方千米414人。